# La Vitrine Culturelle

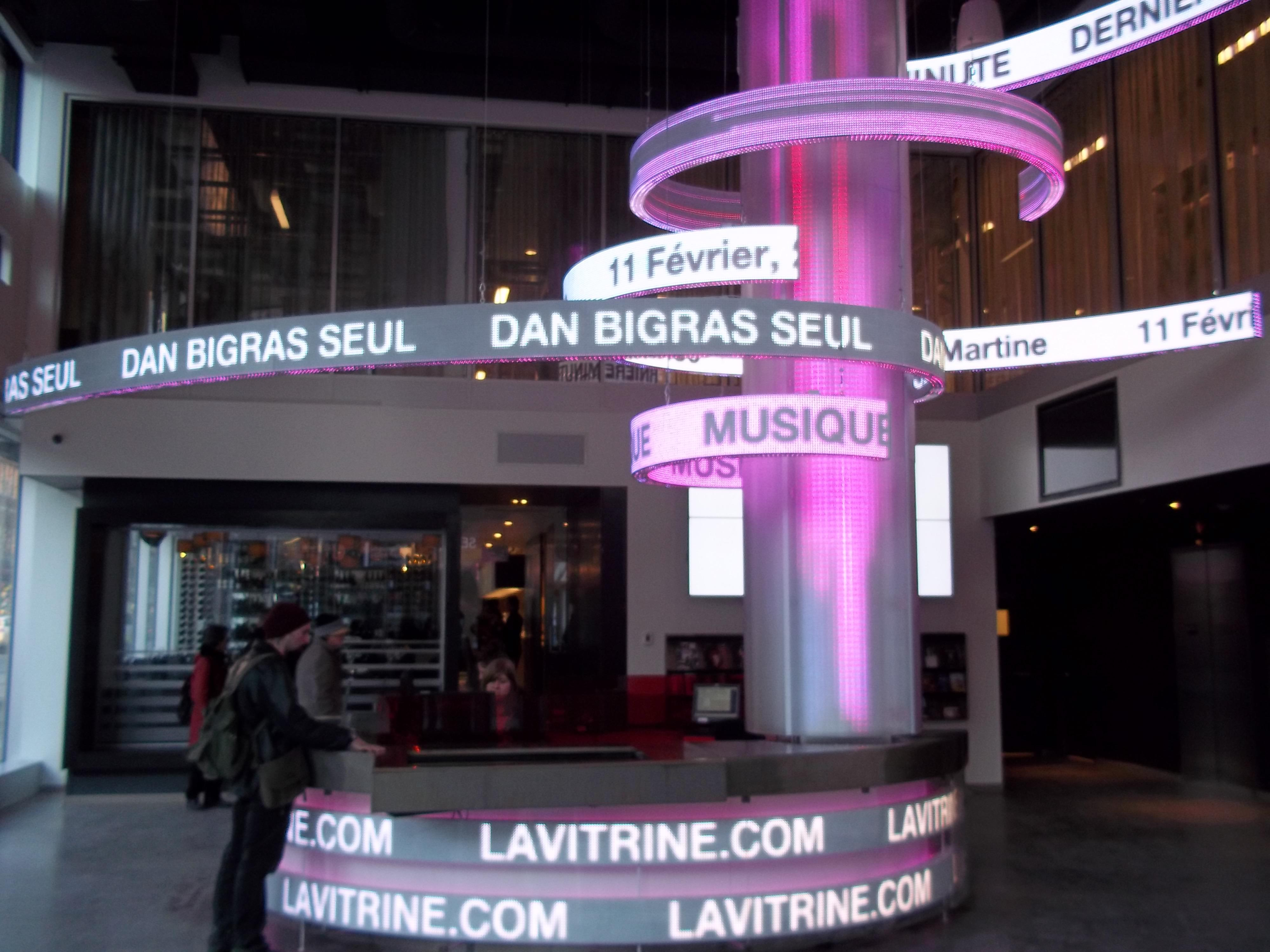
La Vitrine culturelle de Montréal est située au 2, rue Ste-Catherine Est

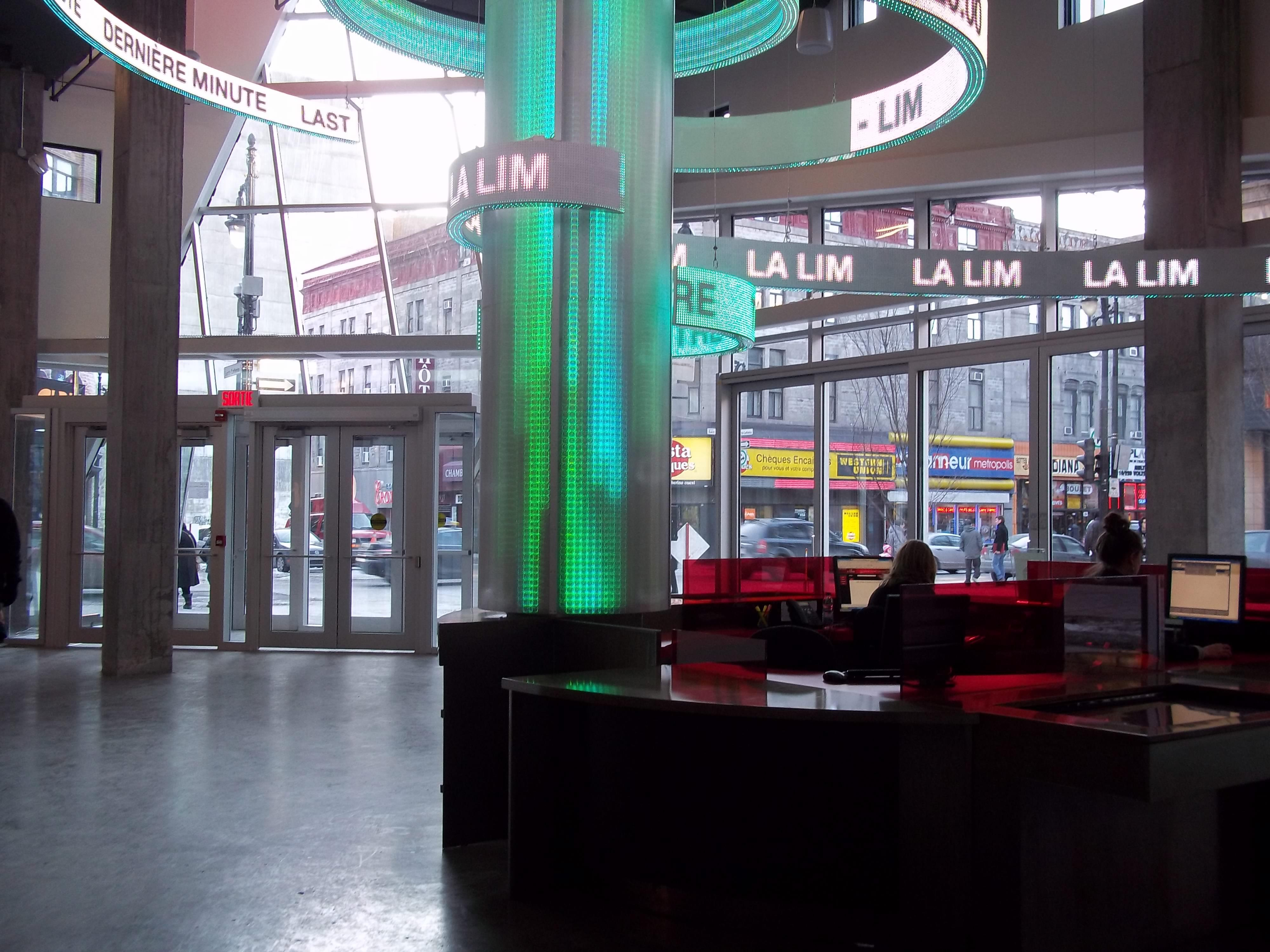
Vue de l'intérieur de La Vitrine culturelle au 2, rue Ste-Catherine Est

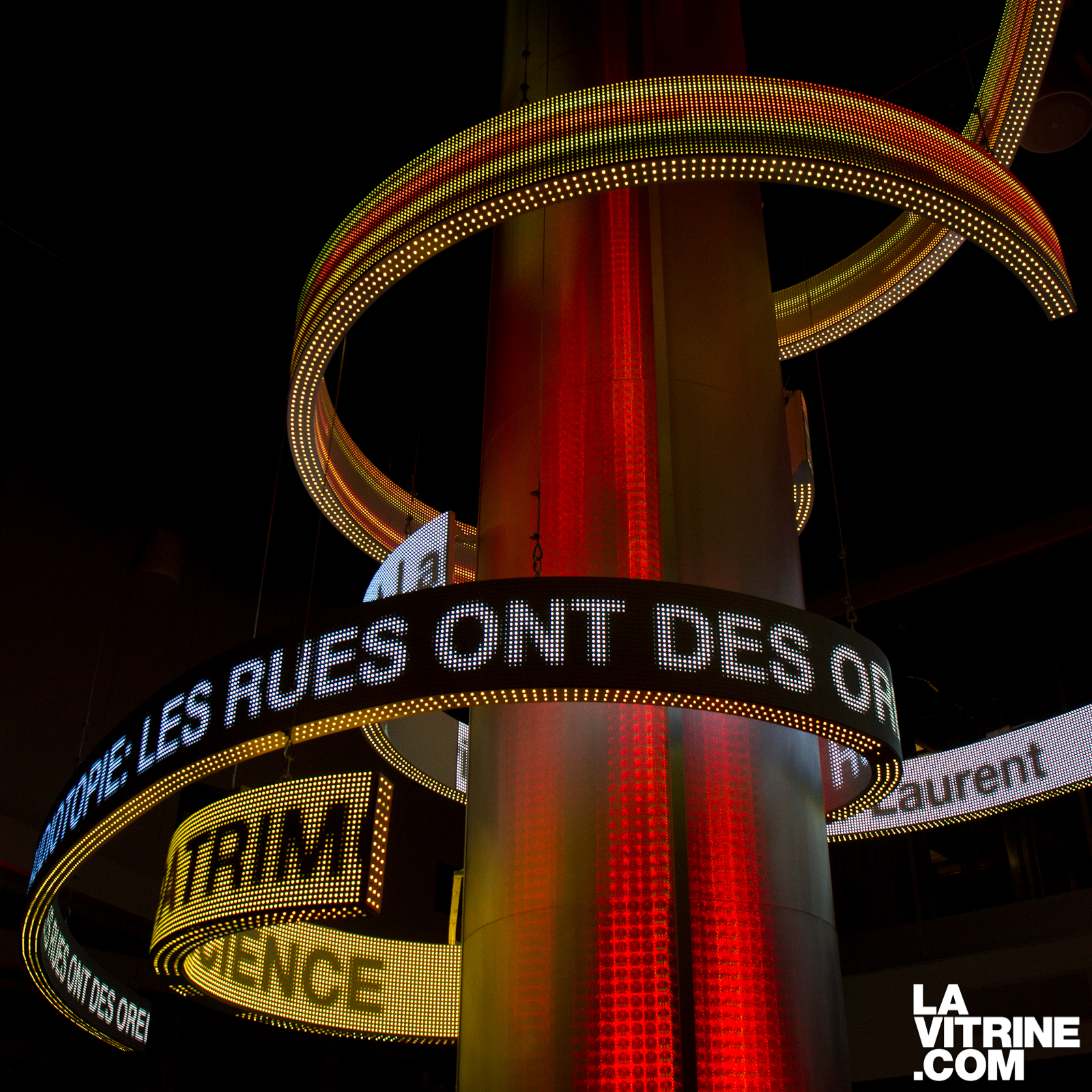
Vue de l'intérieur de La Vitrine culturelle au 2, rue Ste-Catherine Est

La Vitrine, aussi nommée La Vitrine culturelle, est un organisme culturel à but non lucratif qui a pour mission principale de présenter et de promouvoir la diversité de l’offre culturelle à l'échelle du Québec. Fondé en 2007, l'organisme est maintenant entièrement numérique. 

## Description
La Vitrine propose une plateforme numérique de recommandations culturelles qui fait la promotion des spectacles, des expositions et des festivals qui ont lieu partout au Québec.

## Histoire

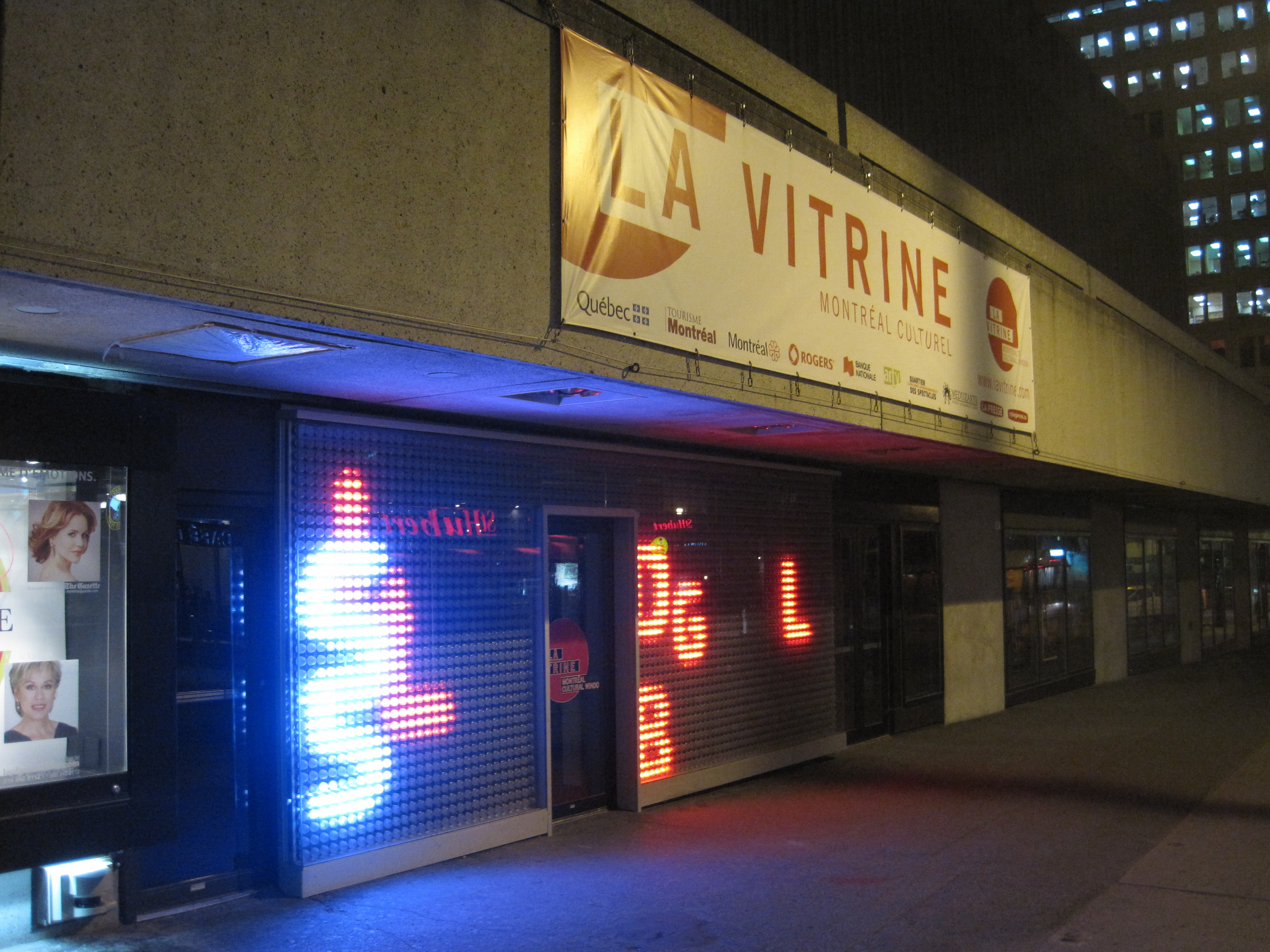
Ancien local de la Vitrine à la Place des Arts de 2007 à 2012

Quand La Vitrine ouvre ses portes en octobre 2007, après une longue gestation de près de 10 ans, elle se nomme La Vitrine culturelle de Montréal. Il s'agit d'une initiative de Tourisme Montréal. La Vitrine fait la promotion et la vente de sorties culturelles montréalaises.
Son application mobile à réalité augmentée voit le jour en juin 2011, disponible gratuitement sur appareils Apple et Android.
La Vitrine est d'abord située au 145, rue Sainte-Catherine Ouest, à la Place des Arts. Puis, déménage en février 2012, dans le nouvel édifice du 2-22 rue Sainte-Catherine Est. Son comptoir d'information et de vente est situé au cœur du Quartier des spectacles où se trouvait jadis le mythique Red Light.
En mars 2012, elle inaugure son blogue culturel, le Lèche-Vitrine. Se positionnant comme une nouvelle référence dans la blogosphère, cette nouvelle plateforme de diffusion constitue un outil de communication utile à la promotion de la programmation foisonnante de la métropole culturelle.
En octobre 2013, La Vitrine se dote de nouvelles installations technologiques signées Moment Factory, afin d’offrir une visibilité accrue des activités culturelles du Grand Montréal. La mise en œuvre de ses façades illuminées s’effectue dans le cadre du Parcours lumière du Quartier des spectacles. Lors du lancement officiel, un spectacle multidisciplinaire extérieur « Rallumons le Red Light », mis en scène par Lorraine Pintal, anciennement présidente de La Vitrine. Présentées sur les passerelles de trois étages du bâtiment 2-22, il s'y déroule des performances artistiques des 7 doigts de la main, O’ Vertigo, l’Atelier lyrique de l’Opéra de Montréal et Maude Guérin interprétant un extrait du Chant de Sainte Carmen de la Main de Michel Tremblay.
En 2020, La Vitrine ferme son guichet dans le bâtiment 2-22 et propose des services de billetterie en ligne.
Entre 2022 et 2024, La Vitrine développe un agrégateur de données descriptives qui permet de centraliser et normaliser l'offre de sorties culturelles au Québec.
En 2024, le ministre de la Culture et des Communications du Québec mandate le collectif formé par La Vitrine, RIDEAU, l'ADISQ et Synapse C afin qu'il déploie la norme commune des données descriptives des arts de la scène au Québec.
En octobre 2024, La Vitrine lance une nouvelle version de sa plateforme numérique qui propose des sorties culturelles partout au Québec, plutôt que seulement celles montréalaises. La nouvelle plateforme agrège les données de plusieurs billeteries afin d'augmenter la visibilité et la découvrabilité de l'offre culturelle au Québec. La comédienne Guylaine Tremblay et le comédien Mani Soleymanlou sont les ambassadeurs de ce lancement,,.

## Prix et distinctions
En mars 2012, le trophée Ulysse de Tourisme Montréal lui revient dans la catégorie Services touristiques lors du Gala des Grands Prix du tourisme québécois 2012 de la région montréalaise.
En mai 2012, elle reçoit le prestigieux Grand Prix du tourisme québécois 2012 dans la catégorie Services touristiques, lors du Gala national de la 26e édition des Grands Prix du tourisme québécois 2012 ainsi que le prix Numix dans la catégorie art et culture, pour ses installations technologiques au 2-22, développées par Moment Factory.